# Hugo Bressane de Araújo
Dom Hugo Bressane de Araújo (Machado, 4 de setembro de 1889 — 9 de junho de 1988) foi prelado brasileiro da Igreja Católica Romana. Foi o primeiro bispo da Diocese de Bonfim, a qual governou de 1936 a 1940. Foi, em seguida, transferido para a Diocese de Guaxupé, da qual foi bispo de 1940 a 1951. Elevado a arcebispo, foi transferido então para a Arquidiocese de Belo Horizonte, como coadjutor de Dom Antônio dos Santos Cabral. Em 1954, Dom Hugo foi transferido para a recém-criada Diocese de Marília, em São Paulo. Esteve à frente desta última até 1975, quando resignou de sua função por limite de idade.

## Biografia
Dom Hugo nasceu em Machado, Minas Gerais, filho da professora Maria José Bressane e do advogado Cel. Olímpio Teodoro de Araújo. Fez o curso primário em sua cidade natal. Entrou cedo no Seminário de Pouso Alegre, passando em seguida para o de Campanha, ambos no sul de Minas, em cuja diocese deu início à sua carreira eclesiástica. Ali recebeu a ordem do presbiterado das mãos do bispo diocesano Dom João de Almeida Ferrão, em 11 de fevereiro de 1923. Cantou sua primeira missa em sua cidade natal, sete dias depois.
Foi pároco da Catedral de Campanha por muitos anos, sendo nomeado cônego em 19 de março de 1924 e, em 27 de outubro de 1932, recebeu o título honorário de Monsenhor Camareiro Secreto de Sua Santidade, o Papa Pio XI.
No consistório secreto de 19 de dezembro de 1935, o Santo Padre o escolheu para ser o primeiro bispo da Diocese de Bonfim, sufragânea da Arquidiocese de São Salvador da Bahia. Monsenhor Hugo foi sagrado bispo em Campanha, em 16 de fevereiro de 1936, por imposição das mãos de Helvécio Gomes de Oliveira, SDB, arcebispo de Mariana, tendo como co-consagrantes Otávio Augusto Chagas de Miranda, ordinário de Pouso Alegre, e Inocêncio Engelke, OFM, sucessor de Dom Ferrão na Diocese de Campanha.